# Петти-Фицморис, Генри, 3-й маркиз Лансдаун
Генри Петти-Фицморис, 3-й маркиз Лансдаун (англ. Henry Petty-Fitzmaurice, 3th Marquess of Lansdowne; 2 июля 1780 — 31 января 1863) — английский аристократ и государственный деятель. За свою министерскую карьеру, длившуюся почти полвека, он, в частности, занимал пост министра внутренних дел (1827—1828) и канцлера казначейства (1806—1807) и трижды был лордом-председателем Совета (1830—1834, 1835—1841, 1846—1852). С 1784 по 1809 год он был известен как лорд Генри Петти.

## Происхождение и образование
Родился 2 июля 1780 года в Лансдаун-хаусе в Лондоне. Единственный сын Уильяма Петти, 1-го маркиза Лансдауна (1737—1805) от второго брака с леди Луизой Фицпатрик (1755—1789), младшей дочерью Джона Фицпатрика, 2-го графа Аппер-Оссори. Он получил образование в Вестминстерской школе, Эдинбургском университете и Тринити-колледже в Кембридже.
15 ноября 1809 года после смерти своего старшего единокровного брата, Джона Генри Петти, 2-го маркиза Лансдауна (1765—1809), не оставившего после себя детей, Генри Петти-Фицморис унаследовал титул 3-го маркиза Лансдауна и другие родовые титулы.

## Политическая карьера
В 1802 году был избран в палату общин, где примкнул к партии вигов. В 1806—1807 гг. был канцлером казначейства (министром финансов). Занимал разные посты в кабинетах Каннинга, Годрича, Грея, Мельбурна, Дж. Рассела, Абердина и Палмерстона.
Наиболее блестящий период его деятельности относится к эпохе Каннинга, когда он был министром внутренних дел и провёл закон (Lansdowne’s Act), значительно смягчавший старинные постановления сурового английского уголовного права. Много способствовал также эмансипации католиков, реформе палаты общин и мерам против торговли неграми.
Маркиз Лансдаун председательствовал на учредительном собрании Лондонского статистического общества и был его первым президентом (1834—1836).

## Семья
30 марта 1808 года в Мэлбери лорд Лансдаун женился на леди Луизе Фокс-Стрэнгуэйс (27 июня 1785 — 3 апреля 1851), дочери Генри Томаса Фокса-Стрэнгуэйса, 2-го графа Илчестера, и Мэри Терезы О’Грейди. У них было двое сыновей и одна дочь:
- Уильям Томас Петти-Фицморис, граф Керри[англ.] (30 марта 1811 — 21 августа 1836), депутат Палаты общин с 1832 по 1836 год. В 1834 году женился на леди Августе Лавинии Присцилле Понсонби (1814—1904), от брака с которой у него была дочь, леди Мэри Кэролайн Луиза Томаса Петти-Фицморис (1835—1927)
- Леди Луиза Петти-Фицморис (1813 — 12 июня 1906), в 1845 году вышла замуж за достопочтенного Джеймса Кеннета Говарда (1814—1882), сына Томаса Говарда, 16-го графа Саффолка. У них был сын Кеннет (1845—1885), женатый на леди Эмили Бери, дочери графа Чарльвилла, и дочь Уинифрид.
- Генри Петти-Фицморис, 4-й маркиз Лансдаун (7 января 1816 — 5 июля 1866), второй сын и преемник отца.

Луиза умерла в апреле 1851 года в возрасте 65 лет, а лорд Лансдаун — в январе 1863 года в возрасте 82 лет. Его старший сын, граф Керри, умер раньше него, и титул маркиза унаследовал его единственный выживший сын Генри. Последний был отцом Генри Петти-Фицмориса, 5-го маркиза Лансдауна, который также стал выдающимся государственным деятелем.